# Болдуры
Бо́лдуры (укр. Бовдури) — село в Бродовской городской общине Золочевского района Львовской области Украины.

## География
Населенный пункт находится на территории Малого Полесья. Село расположено на реке Бовдурка, которая является правым притоком Стыра. В середине XX века в селе был большой пруд, который был уничтожен при работах по мелиорации. Расстояние до Шнырева по автодорогам составляет 10 км на восток, до города Броды — 14 км на юг.

## История
Впервые упоминается в 1546 году.
В XIX веке — село округа Броды края Золочев Галиции.
К 1880 году в селе (вместе с Войтовцами) было 792 жителя, из них 401 римский католик, 382 греко-католика и 9 иудеев. Ему принадлежало 272 морга пашни, 939 моргов лугов и садов, 427 моргов пастбищ и 2023 морга леса.
В 1906—07 годах построена церковь Покрова Пресвятой Богородицы в западной части села, сгоревшая в Первую мировую войну.
К началу Второй Мировой Войны село входило в состав гмины Лешнёв Бродовского повята Тарнопольского воеводства Польши.
В 1939 году здесь проживало около 920 человек, в том числе 480 украинцев, 395 латинников, 40 поляков и 5 евреев.
В том же году село вошло в состав Львовской области УССР, в 1968 и 1978 годах входило в состав Шныревского сельсовета.
В 1989 году население составляло 367 человек (178 мужчин, 189 женщин).
По переписи 2001 года население составляло 317 человек, почти все (98,74 %) назвали родным языком украинский, 3 человека (0,95 %) — русский.
Ныне в селе работают народный дом общества «Просвита», фельдшерско-акушерский пункт, библиотека, начальная школа с 10 учениками и 2 магазина.

## Достопримечательности
- Церковь Иоанна Богослова, построенная в 1910—11 годах как римско-католический костел, переосвящена в начале 90-х как православная церковь УАПЦ[9], ныне в составе ПЦУ.
- Деревянная часовня 2004 года постройки на месте церкви Покрова, также освященная в честь Иоанна Богослова.